# Eunice bipapillata
Eunice bipapillata är en ringmaskart som beskrevs av Grube 1866. Eunice bipapillata ingår i släktet Eunice och familjen Eunicidae. Inga underarter finns listade i Catalogue of Life.